# أل بوتنام
أل بوتنام (بالإنجليزية: Al Putnam) هو مهندس أمريكي، ولد في 6 مايو 1910، وتوفي في 15 سبتمبر 1946.